# Argences
Argences ist eine französische Gemeinde mit 3.940 Einwohnern (Stand: 1. Januar 2022) im Département Calvados in der Region Normandie; sie gehört zum Arrondissement Caen und zum Kanton Troarn. Die Einwohner werden Argençais genannt.

## Geographie

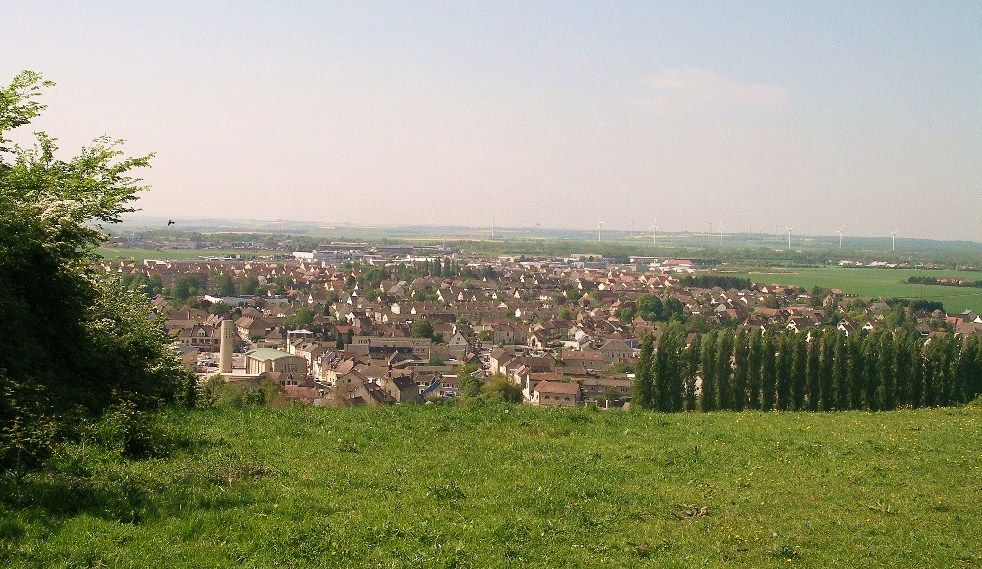
Blick auf Argences

Argences liegt etwa 15 Kilometer ostsüdöstlich von Caen am Flüsschen Muance. Umgeben wird Argences von den Nachbargemeinden Janville und Saint-Pierre-du-Jonquet im Norden, Saint-Ouen-du-Mesnil-Oger im Nordosten, Canteloup im Osten, Moult im Süden und Südosten sowie Vimont im Westen und Nordwesten.
Der Bahnhof liegt an der Bahnstrecke Mantes-la-Jolie–Cherbourg.

## Geschichte
989 schenkte Richard I. der Normandie der Abtei Fécamp Land dieser Gegend. Daraus entstand die Baronie von Argences.

### Bevölkerungsentwicklung
| Jahr      | 1962 | 1968 | 1975 | 1982 | 1990 | 1999 | 2006 | 2011 |
| Einwohner | 1584 | 1802 | 2215 | 3000 | 3048 | 3241 | 3484 | 3564 |

Quelle: INSEE

## Sehenswürdigkeiten
- Kirche Saint-Jean, nach einem Bombardement 1944 zerstört (Reste der Apsismauer)
- Schloss Fresnes, seit 1993 Monument historique

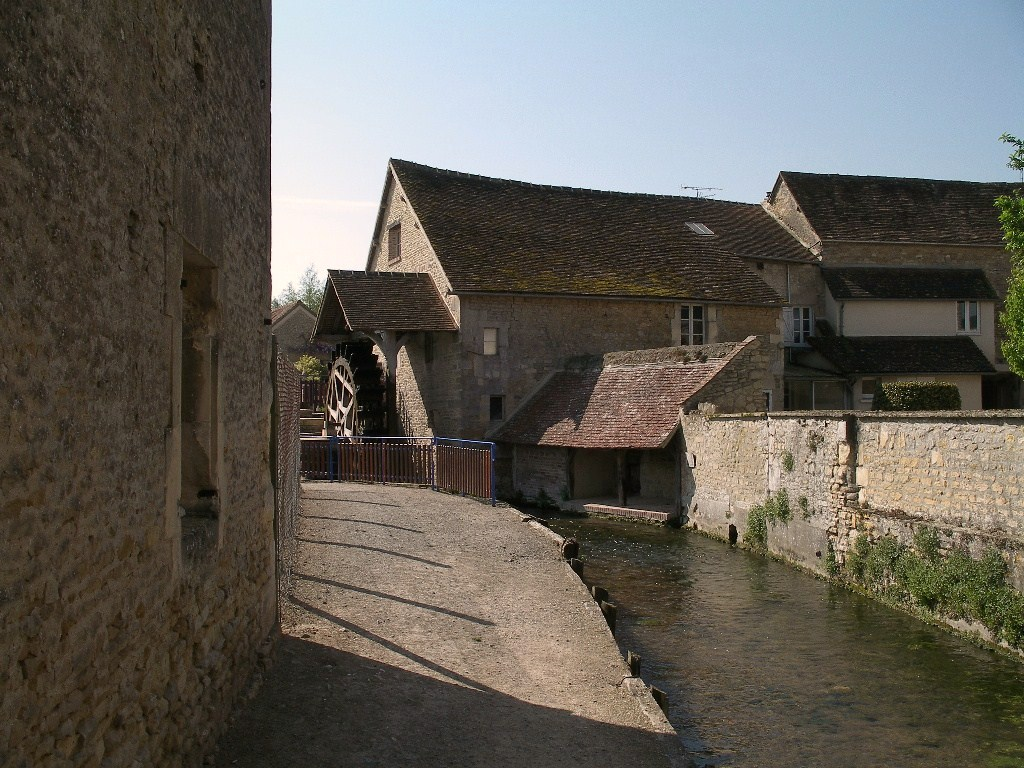
Mühle von Porte

- Mühle von Porte
- Waschhaus

## Gemeindepartnerschaften
Mit der deutschen Gemeinde Hettstadt in Bayern besteht eine Partnerschaft.

## Persönlichkeiten
- François Fayt (* 1946), Komponist